# An Interrupted Elopement
An Interrupted Elopement è un cortometraggio muto del 1912 diretto da Mack Sennett e interpretato da Mabel Normand.

## Produzione
Prodotto dalla Biograph Company, il film fu girato a New York nel giugno 1912.

## Distribuzione
Il film uscì nelle sale il 15 agosto 1912, distribuito dalla General Film Company. Nelle proiezioni, veniva programmato con il sistema dello split reel, accorpato in un'unica bobina con un altro cortometraggio diretto da Mack Sennett, The Tragedy of a Dress Suit.
Il film è stato riversato su DVD.